# Buckethead
Brian Patrick Carroll (Pomona, California; 13 de mayo de 1969) más conocido por su nombre artístico Buckethead, es un músico, compositor, multiinstrumentista y filántropo estadounidense. Ha recibido una gran cantidad de elogios por parte de la crítica especializada, por ser un virtuoso con la guitarra eléctrica.
Una de sus características principales es usar una inexpresiva máscara de plástico blanca (de origen japonés y, según Buckethead, inspirada en la que usó Michael Myers en la película Halloween IV) y un cubo de Kentucky Fried Chicken con un sticker en el que se lee la leyenda FUNERAL sobre su cabeza. Con esto, Brian creó en sí mismo una personalidad diferente para enfatizar su identidad musical. Es un compositor muy prolífico.
Ha lanzado más de 500 álbumes como solista [cita requerida] y colaborado en más de 50. Su música abarca muchos géneros, incluyendo metal progresivo, funk, blues, bluegrass, ambient y música de vanguardia.
Buckethead es conocido también por su baile robótico sobre el escenario, además de por sus rápidas demostraciones con el nunchaku, incluso mientras toca la guitarra. También regala juguetes suyos en el escenario, así como el público también le suele dar juguetes a él.
Fue incluido en las listas de la revista Guitar World de "Los 25 guitarristas más extraños de todos los tiempos" y "Los 50 guitarristas más rápidos de todos los tiempos". GuitarOne votó por él como el número 8 de "Los 10 mejores guitarristas shredders de todos los tiempos".

Buckethead además ha colaborado y participado con diferentes artista tales como Bill Laswell, Bootsy Collins, Bernie Worrell, Iggy Pop, Les Claypool (Primus), Mike Patton (Faith No More), Serj Tankian (System of a Down), Viggo Mortensen y además fue miembro de Guns N' Roses de 2000 hasta 2004. Buckethead también ha escrito e interpretado música para películas como: Saw II, Ghosts of Mars, Beverly Hills Ninja, Mortal Kombat, Mortal Kombat: Annihilation, Last Action Hero, y la banda sonora de Power Rangers: la película.

## Identidad
Poco se sabe de la vida privada, costumbres y comportamiento de Buckethead fuera del escenario, ya que desde siempre el músico ha intentado por todos los medios permanecer tras el misterio de ese personaje con máscara y cubo en la cabeza. Durante años su identidad y apariencia física fueron una incógnita. Existen pocas fotografías suyas fuera de esa caracterización pero gracias a un viejo anuncio colocado en una revista especializada en música de 1989 en la ciudad de Los Ángeles, se supo que su verdadero nombre es Brian Carroll y que nació en 1969, gracias a esta foto se pudo conocer la cara que Buckethead tenía en 1989; ese recorte ya es un clásico de internet.
La biografía oficial de Buckethead señala que fue criado en un gallinero por gallinas y según él, sus amigos de la infancia eran pollos, (apropiadamente él ha escrito varias canciones a principios de su carrera que se refieren a las gallinas como la canción "Chicken" y "I Can Only Carry 50 Chickens At a Time" o los títulos de los álbumes "KFC Skin Piles" y "Enter the Chicken") luego de cierto tiempo él mismo quiso escapar y vivir su propia vida.
Pero existe una biografía más realista que estipula que el personaje Buckethead surgió debido a su afición por las películas de terror y su pasión por la comida basura. Compró y usaba con frecuencia una máscara de Michael Myers, el asesino serial de la película Halloween, debido a su pánico escénico. La idea de llevar un cubo sobre su cabeza vino un día mientras comía en uno de los restaurantes de comida rápida Kentucky Fried Chicken y al momento de ir al baño se paró frente a un espejo, puso el cubo sobre su cabeza y se dijo a sí mismo: «Ese es Buckethead. Ahí está Buckethead, justo ahí» (That's Buckethead. That's Buckethead, right there). Al combinar estos dos elementos nació Buckethead.

Estaba comiendo, y me puse la máscara y luego el cubo en la cabeza. Fui al espejo. Y solo dije 'Buckethead. Ahí está Buckethead, ahí. 'Era sólo una de esas cosas. Después de eso, yo quería ser esa cosa todo el tiempo.
Buckethead, 1996 Guitar Player Magazine

Buckethead rara vez concede entrevistas y cuando lo hace, es mediante una marioneta, y es la marioneta la que habla por Buckethead (cuando habla de sí mismo, lo hace en tercera persona, se refiere a "Buckethead" y no a "mí").
Es un multiinstrumentista, ya que su virtuosismo también le permite tocar instrumentos como el banjo, bajo eléctrico y piano.
Como guitarrista innovador, Buckethead ha creado sus propias técnicas para guitarra eléctrica publicadas bajo el nombre "Scoop from the coop" para la revista Guitar Player como parte de una columna mensual. Además es uno de los pocos guitarristas que usa un Killswitch.
También domina diferentes géneros de rock y heavy metal en los que destacan el avant-garde metal, metal progresivo, rock instrumental, shred metal y el funk metal.

## Influencias
Buckethead cita una gran variedad de influencias musicales, incluyendo a Michael Jackson, Parliament-Funkadelic, Shawn Lane, Michael Schenker, Uli Jon Roth, Paul Gilbert, Yngwie Malmsteen, Jimmy Page, Eddie Hazel, Randy Rhoads, LaLonde Larry, Mike Patton, Joe Satriani, Louis Johnson, Jimi Hendrix, Jennifer Batten, The Residents, Eddie Van Halen y Angus Young de AC/DC, así como los muchos artistas con lo que él ha colaborado con los años. Además de sus influencias musicales, Buckethead cita una amplia gama de influencias no musicales, incluyendo los jugadores de baloncesto Michael Jordan, George Gervin, Blake Griffin y LeBron James, el artista marcial y actor Bruce Lee, y numerosos shows de televisión y películas de terror y ciencia ficción como Giant Robot.
Según una revista local de música de 1989, Buckethead cita también que el libro "Thesaurus of Scales and Melodic Patterns" escrito por Nicolas Slonimsky fue también una influencia.

## Carrera

### Primeros años
Buckethead nació el 13 de mayo de 1969 hijo de Tom y Nancy Carroll y es uno de cinco hermanos, junto con Lynn, Lisa, Lori, y John. Se crio en un suburbio del sur de California, no lejos de Disneyland. En su juventud, él era un niño tímido y pasó la mayor parte de su tiempo en su habitación, que estaba llena de libros de historietas, videojuegos, recuerdos de películas de artes marciales, y juguetes. También pasó mucho tiempo en Disneyland.
Buckethead comenzó a tocar a la edad de doce años, mostrando desde muy joven sus habilidades para tocar la guitarra. Sin embargo, aquello de tocar no llegó a ser importante hasta un año después, cuando se mudó de Huntington Beach, California, a Claremont, California (donde vive actualmente según su sitio web). Su forma de tocar comenzó a mejorar con clases de diferentes maestros como Johnny Fortune y Max McGuire. Pronto, tras años de estudios comienza a aprender del maestro Pebber Brown. Un análisis más pormenorizado de la técnica de Carroll revela que el año pasado bajo Brown parecía haber tenido el impacto más duradero e influencia. Más tarde, también sería instruido por el también virtuoso Paul Gilbert, el cual influenció de manera notable su fraseo rápido en su técnica de shred. Carroll empezó a hacer demos de sus improvisaciones tan bien como sus estilos de escritura.

### Colaboraciones, Praxis y sus primeros años como solista
En el año 1988, después de haber dejado la banda "Class-X", Buckethead envió la canción titulada Brazos a un concurso de la revista Guitar Player Magazine de la cual los editores que recibieron su canción opinaron diciendo:

Es un guitarrista y bajista increíblemente dotado, ha demostrado la velocidad de Paul Gilbert y una precisión se ha filtrado en unos tonos muy armónicos y sensibles. Sus movimientos y dominio estaban por sobre los clichés del metal y el rock, es difícil creer que es solo un adolescente, pero tiene mucho talento. Se ha querido denominar a sí mismo “Buckethead”.

Así es como el editor de la revista Guitar Player, Jas Obrecht, conoció a Buckethead. Impresionado con su demo consiguió un contrato con Buckethead y pronto se hicieron amigos. En 1989 una canción llamada "Soowee" de Buckethead tiene mención de honor en otro concurso de canciones. En 1991 Buckethead se mudó al sótano de Obrecht donde se filmó un DVD sobre la vida del joven Buckethead. La canción Brazos finalmente fue lanzada en la cinta demo de su banda Deli Creeps bajo el nombre "Tribal Rites".
Después de sus primeros dos demos, Giant Robot (demo) y Bucketheadland Blueprints, Buckethead lanzó Bucketheadland bajo el sello discográfico japonés de John Zorn, en 1992. No consiguió mucho éxito pero si ganó buenas críticas y con eso ganó un poco de atención. Ya por ese momento, Buckethead estaba trabajando con el productor/guitarrista y bajista Bill Laswell (El cual colaboró en algunas canciones de Buckethead y él a su vez colaboró en algunas canciones de Laswell).
En 1992, Buckethead, con Bill Laswell, Bernie Worrell, Bootsy Collins, y Bryan "Brain" Mantia, formó el supergrupo Praxis.
Según la autobiografía de Anthony Kiedis, Scar Tissue, Buckethead audicionó para tocar la guitarra en los Red Hot Chili Peppers poco después de que John Frusciante dejará la banda en 1993, sin haber escuchado antes ninguna de sus canciones. Flea bajista de la banda señaló:

Cuando terminó de tocar, la banda aplaudió ruidosamente. Él era "dulce y normal", pero querían a alguien "...que entrara en la ranura...".

La banda finalmente se decidió por el guitarrista Dave Navarro.
En 1994, Buckethead lanzó un álbum llamado Dreamatorium bajo el nombre de Death Cube K (un anagrama de "Buckethead"). El nombre fue creado por Tom "Doc" Darter para evitar problemas legales con Sony Music Entertainment.
Más tarde el autor de ciencia ficción William Gibson usó el nombre "Death Cube K" como nombre para un bar en su novela "Idoru" (1996).
En ese mismo año en 1994 Buckethead lanzó su segundo álbum de estudio Giant Robot que cuenta con numerosas apariciones de artistas invitados como Iggy Pop y Bill Moseley. También lanzó un par de álbumes con Praxis.
En 1995 no lanzó ningún álbum como solista pero colaboró con muchos artistas y participó en bandas sonoras de varias películas como Mortal Kombat y Power Rangers: la película.
Más tarde en 1996, Buckethead lanza su tercer álbum como solista: The Day of the Robot. El mismo año una segunda cinta demo de Deli Creeps es grabada.
Durante 1997 Buckethead siguió participando en la música de películas como Mortal Kombat: Aniquilación y Beverly Hills Ninja. También lanza un segundo disco como Death Cube K llamado Disembodied.
En 1998 Buckethead lanzó Colma su cuarto disco de estudio dedicado a su madre que estaba hospitalizada durante ese tiempo. Ese mismo año un álbum recopilatorio de Praxis también fue lanzado.
En 1999, en colaboración con Les Claypool de la banda Primus, Buckethead lanzó su quinto álbum titulado Monsters and Robots; Actualmente, es el disco más vendido de su carrera. Este álbum incluye la canción "The Ballad of Buckethead", para el cual grabó su primer video musical. También este año comienza tres nuevos proyectos, las bandas Cornbugs, Cobra Strike y graba con el actor Viggo Mortensen. Tunnel un tercer disco de Death Cube K también es lanzado.

### Guns N' Roses y reconocimiento público
Buckethead logró ganar su mayor audiencia y popularidad cuando fue miembro de Guns N' Roses como guitarrista principal (ya que estaba reemplazando a Slash) de 2000 a 2004. Buckethead participó en la grabación de Chinese Democracy y se presentó en vivo con la banda en la tercera edición del festival Rock in Rio, los MTV Video Music Awards y en el Chinese Democracy World Tour durante 2001 y 2002. Axl Rose respondió a la salida de Buckethead diciendo que:

Durante el tiempo que estuvo en la banda, Buckethead era muy inconsistente, así como también errático en su comportamiento y su compromiso, y a pesar de que estaba bajo contrato, componer con él era más complicado de lo que en principio se pensó, por lo tanto es muy difícil para nosotros avanzar con el álbum, los ensayos y los planes en vivo que se preparaban. Su estilo de vida no le ha permitido ni a sus mejores y más cercanos amigos tener un contacto comunicativo de ningún tipo.
Axl Rose

Además otra razón de la separación, fue que el avance del álbum era demasiado lento por lo cual, Buckethead se cansó y se fue. Cuando la banda preparaba su regreso a los escenarios en 2006, Axl Rose esperaba que Buckethead también regresara, pero al no obtener respuesta de su parte, fue sustituido por Ron "Bumblefoot" Thal después de ser recomendado por Joe Satriani.
A pesar de esto, en 2008 más de cuatro años después de su salida de Guns N' Roses en marzo de 2004, el álbum Chinese Democracy fue finalmente lanzado. Buckethead participa en todas las canciones excepto en dos y colabora con once solos de guitarra, su estilo virtuoso puede ser encontrado fácilmente en canciones como "I.R.S.", "There Was A Time", "Better", "Madagascar" y "Shackler's Revenge" (que aparece en el popular videojuego Rock Band 2); Además recibió crédito por las canciones "Scraped", "Sorry" y "Shackler's Revenge" que coescribió junto a Axl Rose.
Desde ese momento, Buckethead ha hecho presentaciones en festivales y clubs en todo Estados Unidos en los cuales gana cada vez más y más público, y así también, fanes.
Durante su estancia en Guns N' Roses, Buckethead siguió adelante con su carrera como solista y trabajó en varios proyectos más. En 2001 publicó su sexto álbum de estudio titulado Somewhere over the Slaughterhouse y también su único EP llamado KFC Skin Piles. También lanzó dos álbumes con su banda Cornbugs y se unió a dos nuevos proyectos, la banda Thanatopsis y otro más con Laswell y el productor japonés Shin Terai.
Ese mismo año en 2001, colaboró con su compañero de Guns N' Roses, Robin Finck, el también virtuoso Steve Vai y la banda de thrash metal Anthrax en la grabación de la banda sonora de la película Ghosts of Mars, ya que el director John Carpenter deseaba un sonido técnico, enérgico y competente de heavy metal.
En el año 2002, Buckethead lanzó tres álbumes de estudio: Funnel Weaver, una colección de 49 canciones cortas, Bermuda Triangle, y por último, Electric Tears, un relajante álbum parecido a su anterior trabajo Colma. También formó el supergrupo Colonel Claypool's Bucket of Bernie Brains.
Luego en 2003, Buckethead lanzó su décimo disco de estudio, la secuela de su álbum debut Bucketheadland, llamado simplemente Bucketheadland 2. Lanzó otro álbum junto a Viggo Mortensen y uno más, el segundo, con la banda Thanatopsis.
En 2004, tres nuevos álbumes de estudio fueron lanzados: Island of Lost Minds, Population Override y The Cuckoo Clocks of Hell un disco en el que Buckethead combina un sonido de metal vanguardista y speed metal cercano al death metal, este es considerado su trabajo más pesado. La canción "Spokes for the Wheel of Torment" tuvo un sangriento video musical basado en las obras de Hieronymus Bosch.
Buckethead también grabó los dos últimos álbumes de Cornbugs, otro disco con Mortensen, el segundo con Shin Terai y el único álbum de Colonel Claypool's Bucket of Bernie Brains: The Big Eyeball in the Sky.
En una entrevista con la revista Revolver, Ozzy Osbourne habla de como le ofreció a Buckethead tocar la guitarra junto a su banda en el festival Ozzfest, pero Ozzy rápidamente cambió de idea cuando hablo con él, y este se negara a salir al escenario sin su disfraz, a lo que Osbourne dijo:

Estoy cansado de ese tipo Buckethead. Me junté con él y le pedí que tocara conmigo con la condición de que se deshiciera del maldito cubo y me fui.

Luego regresé un momento más tarde y seguía llevando el maldito gorro de marciano verde y le dije: “Mira, ¡solo sé tú mismo!”, me dijo que su nombre era Brian y le respondí que así lo llamaría.
Él me respondió: “Nadie me llama Brian, excepto mi madre», le respondí: “Tendrás que imaginarte que soy tu madre, entonces”. No había ni salido de la sala y ya estaba teniendo juegos mentales con el tipo.

¿Que pasaría si un día decide irse y dejar una nota diciendo que se ha ido?. No me malinterpreten, es un excelente guitarrista, toca extremadamente bien, pero detesto su comportamiento.
Ozzy Osbourne, Revolver

### Buckethead & Friends, nuevos proyectos y continuación de su carrera en solitario
En el año 2005, Buckethead lanzó un álbum titulado Enter the Chicken mediante el sello discográfico de Serj Tankian, Serjical Strike. En el álbum aparece Serj Tankian en la canción "We Are One" que fue lanzada como sencillo y video musical; Maximum Bob, el vocalista de Death By Stereo, Efrem Shulz entre otros. La canción "Three Fingers" fue usada en la banda sonora de la película de terror Saw II. El álbum está marcado como más tradicional en la estructura de las canciones, mientras que Buckethead demuestra sus habilidades con la guitarra.
En 2005 Buckethead finalmente lanzó su primer DVD titulado Secret Recipe, que solo se vendía donde él se encontrara de gira, y para los que no pudieran verlo, se puso en subasta en eBay. Después de algún tiempo salieron versiones diferentes en eBay y luego se hizo un sorteo donde 200 personas ganaron la posibilidad de comprarlo primero. Finalmente fue en marzo del 2006 cuando se publicó oficialmente.
En noviembre de 2006, salió a la venta el videojuego Guitar Hero II donde se incluye la canción de Buckethead titulada "Jordan" para desbloquearla como bonus track. Pese a que Buckethead escribió "Jordan" para el videojuego, lleva tocándola durante años (durante 2004 la tocó, pero en una versión más fácil y muy diferente). Después del lanzamiento del videojuego Guitar Hero en 2005, "Jordan" sería la primera canción grabada en un estudio. Sin embargo la versión de "Jordan" que sale en el videojuego Guitar Hero II es muy diferente a la que interpreta Buckethead regularmente.
A finales del año 2006, Buckethead lanzó un DVD de 2 volúmenes titulado Young Buckethead el cual presenta material raro e inédito tomado en los años 1990 y 1991. El DVD también contiene tres shows completos de Deli Creeps (Su antigua banda). La portada del DVD la dibujo el mismo Buckethead.
En febrero de 2007, tdrsmusic.com anunció el lanzamiento de un nuevo CD de Buckethead titulado Pepper's Ghost. El álbum fue lanzado el 1 de mayo de 2007.
También en febrero de 2007, tdrsmusic.com empezó a lanzar In Search of The, el cual es un box set de 13 CD de música hecha por él mismo.
En mayo de 2007 se lanzó al álbum Acoustic Shards, el cual consta de puras canciones acústicas grabadas en 1991 mientras Buckethead se encontraba en el salón de su casa tocando su guitarra acústica.
Según IMDb, Buckethead actuará de sí mismo en la película American Music: Off The Record que supuestamente será lanzada proximaménte.
El 30 de octubre de 2007 Buckethead lanzó tres álbumes simultáneamente Kevin's Noodle House (junto al baterista Bryan "Brain" Mantia), Decoding the Tomb of Bansheebot y Cyborg Slunks.
Buckethead apareció con Bootsy Collins en Cincinnati, Ohio, para promover el voto para los Estados Unidos en las elecciones presidenciales de 2008 para la organización Rock the Vote. También se unió a Collins en Fallen Soldiers Memorial, un disco cuya recaudación se destinará a la National Fallen Heroes Foundation.
El 30 de diciembre de 2008, Buckethead lanzó dos nuevas canciones a través de su página web en honor al cumpleaños 24 del jugador de baloncesto LeBron James. Estos temas fueron luego puestos a disposición en el álbum, Slaughterhouse, que fue lanzado un mes después a través de TDRS Music.
En mayo de 2009 lanzó el álbum un A Real Diamond in the Rough, y otro álbum llamado Forensic Follies.
Un mes después Buckethead lanzó una canción titulada "The Landing Beacon" en su página web, junto con un dibujo de Michael Jackson para servirle de homenaje al cantante.
El 24 de septiembre de 2009 salió Needle in a Slunk Stack. El nombre es un juego del popular dicho "una aguja en un pajar".
Unos meses más tarde grabó el disco Slunk Stack which follows que sigue un sonido similar a Forense Follies. Y en octubre también lanzó el tan esperado álbum llamado Death Cube K.
El 13 de noviembre de ese mismo año, Gibson puso en producción la Gibson Buckethead Signature Les Paul. La guitarra de Buckethead 'renovada' a precio de $4311, unos 3110 €.
A finales de 2009 Buckethead colabora en el álbum debut de Travis Dickerson (fundador de TDRS Music), llamado Iconography.

### 2010: Descanso por enfermedad, regreso y el inicio de losPikes.
El 5 de febrero de 2010 Buckethead lanza un álbum llamado Shadows Between the Sky, y más tarde ese mismo mes, Gibson saca a la venta la edición especial Buckethead Signature Les Paul.
En mayo de 2010, el bajista de funk Bootsy Collins, amigo de Buckethead, anuncia en Twitter que Buckethead se tomaría un descanso a causa de un fuerte dolor en la espalda, pero que estaba en recuperación y estaría de vuelta pronto.
En julio, Buckethead colaboró con Brian Brain y Mellisa Reese, sacando a la venta el primer volumen de "Best Regards" en un box set de 5 CD.
El 16 de septiembre de 2010, se publica a la venta Spinal Clock, su álbum de estudio número 28, donde Buckethead improvisa y muestra sus habilidades con el banjo.
En mayo de 2010 Buckethead comienza a lanzar los álbumes de la serie Pikes, los cuales se caracterizan por tener en su portada el estilo de un cómic con la imagen de Buckethead y el número del disco, a diferencia de sus trabajos anteriores los Pikes son más cortos siendo por lo general de treinta minutos. Con la excepción de Electric Sea en 2012, todos los lanzamientos en solitario desde 2011 se han realizado como parte de esta serie.
Los primeros doce Pikes de 2013 se publicaron originalmente como edición limitada, sin título y con portadas dibujadas a mano y firmadas por él mismo Buckethead. Los álbumes sólo eran reconocibles por su designación en la cronología de los Pikes en el momento de su anuncio. En particular, la portada del Pike 13 contiene una fotografía de Buckethead sin máscara y es la primera imagen de él difundida al público, la portada de este álbum no dispone de los elementos comunes de la serie y es simplemente una fotografía de un joven Buckethead, llevando una guitarra acústica y abrazando a un hombre quien se supone que es su padre. El lanzamiento de la imagen llegó en un momento cuando el padre de Buckethead se encontraba enfermo. Buckethead continuó lanzando discos durante todo el año, rompiendo el orden numérico de vez en cuando. En particular el Pike 34 fue publicado unas tres semanas después del Pike 35. El último álbum del año fue publicado el 24 de diciembre, de forma gratuita por tiempo limitado.
Durante 2014 Buckethead continuó sacando discos a un ritmo aún más rápido. Sesenta álbumes fueron lanzados a lo largo del año (un promedio aproximado de uno cada seis días). El 26 de junio es publicado el Pike 65 titulado "Hold Me Forever" (In memory of my mom Nancy Carroll York) en honor a la muerte de la madre de Buckethead. El último disco del año fue el Pike 101 titulado "In the Hollow Hills" publicado el 31 de diciembre.
En el 2015 Buckethead aumenta la velocidad en el lanzamiento de discos. Ciento dieciocho álbumes fueron publicados durante todo el año (un promedio aproximado de uno cada tres días). El lanzamiento de su disco número 180 y 150 de la serie "Heaven is your Home (para mi padre, Thomas Manley Carroll)", fue publicado de forma gratuita en el Día del padre y es dedicado a su difunto padre.

### 2016: Regreso a los escenarios
A finales de febrero se anuncian una serie de conciertos por Estados Unidos, en su regreso a los escenarios desde 2012.

## Equipamiento

### Guitarras
- Gibson
  - Gibson Les Paul - 1959
  - Gibson Les Paul - 1969; muy modificada: pastillas de alta distorsión (Seymour-Duncan), carátula completamente blanca y dos Killswitch. (Cortadores de sonido)
  - Gibson SG
  - Gibson SST
  - Gibson Chet Atkins
  - Buckethead Signature Les Paul

- Jackson
  - Jackson Y2KV - "coopwood"
  - Jackson Y2KV - "KFC"
  - Jackson doble mango - de construcción custom mitad guitarra, mitad bajo.

- ESP (guitarras)
  - ESP (guitarras) MII custom

- Fender
  - Fender Heartfield Talon
  - Fender Telecaster

- Steinberger
  - Steinberger GS "Kaiser's Gift"

- Ibanez
  - Ibanez X-Series Flying V
  - Ibanez X Series Rocket Roller II - usada mientras tocaba en PRAXIS

- Takamine
  - Takamine Acústica

- Yamaha
  - Yamaha AES 920

### Efectos
- Digitech Whammy II
- Digitech Whammy IV
- Dunlop Cry Baby 535Q
- Alesis MidiVerb II
- BOSS NS-2 Noise Suppressor
- BOSS RC-20 Loop Station
- BOSS OS-2 Overdrive/Distortion
- BOSS TU-2 Chromatic Tuner
- BOSS DD-3
- Electro-Harmonix Micro Synthesizer
- Snarling Dogs Mold Spore Wah Pedal
- Roger Mayer Octavia
- DOD Electronics FX-25B envelope filter
- AnalogMan Bicomprossor
- MXR EVH Phase 90
- MXR Phase 100
- Line 6 FM4 Filter Effects Pedal
- SuperChonder Line District
- Electro-Harmonix Big Muff Pi Distortion/Sustainer

### Amplificadores
- Peavey Renown
- Peavey 5150
- Marshall 1960 Slant 4x12 cabinet
- Diezel Herbert
- Mesa Boogie Triple Rectifier
- Mesa Boogie Stiletto Trident
- Matt Wells 17½-watt head wired through a Harry Kolbe 4x12 cab
- VHT Pittbull 50 watt head
- Marshall JVM410H
- Ampeg boogie